# Arrampicata sportiva ai Giochi mondiali 2022
Le competizioni di Arrampicata sportiva ai Giochi mondiali 2022 si sono svolte dal 14 al 16 luglio 2022 al Sloss Furnaces di Birmingham in Alabama, negli Stati Uniti d'America. L'evento era originariamente stato calendarizzato nel luglio 2021, ma i Giochi mondiali sono stati riprogrammati per l'anno successivo a seguito del rinvio dei Giochi olimpici estivi di Tokyo 2020, dovuto all'insorgere dell'emergenza sanitaria causata dalla pandemia di COVID-19.

## Podi

### Uomini
| Specialità         | Oro              | Argento          | Bronzo          |
| Boulder (dettagli) | Nicolas Collin   | Kokoro Fujii     | Yoshiyuki Ogata |
| Speed (dettagli)   | Veddriq Leonardo | Kiromal Katibin  | Yaroslav Tkach  |
| Lead (dettagli)    | Sascha Lehmann   | Masahiro Higuchi | Mejdi Schalck   |

### Donne
| Specialità         | Oro          | Argento         | Bronzo           |
| Boulder (dettagli) | Miho Nonaka  | Katja Debevec   | Mao Nakamura     |
| Speed (dettagli)   | Emma Hunt    | Natalia Kałucka | Franziska Ritter |
| Lead (dettagli)    | Jessica Pilz | Natsuki Tanii   | Lana Skušek      |

## Medagliere
| Posiz. | Nazione     | Oro | Argento | Bronzo | Totale |
| ------ | ----------- | --- | ------- | ------ | ------ |
| 1      | Giappone    | 1   | 3       | 2      | 6      |
| 2      | Indonesia   | 1   | 1       | 0      | 2      |
| 3      | Austria     | 1   | 0       | 0      | 1      |
| 3      | Belgio      | 1   | 0       | 0      | 1      |
| 3      | Svizzera    | 1   | 0       | 0      | 1      |
| 3      | Stati Uniti | 1   | 0       | 0      | 1      |
| 7      | Slovenia    | 0   | 1       | 1      | 2      |
| 8      | Polonia     | 0   | 1       | 0      | 1      |
| 9      | Francia     | 0   | 0       | 1      | 1      |
| 9      | Germania    | 0   | 0       | 1      | 1      |
| 9      | Ucraina     | 0   | 0       | 1      | 1      |
| Totale | Totale      | 6   | 6       | 6      | 18     |